# Calogero Rizzuto
Calogero Rizzuto (Saarbrücken, 5 gennaio 1992) è un calciatore tedesco di origini italiane, difensore del Saarbrücken.

## Biografia
Calogero Rizzuto è un giocatore di origine italiana.
Ha dichiarato in una recente intervista di sentire un particolare legame con il Palermo Football Club, squadra della città natale del nonno materno.
Dal suo arrivo al 1. Fußball-Club Saarbrücken, ha ricoperto una posizione più avanzata nel campo, che gli ha permesso di trovare dei gol e degli assist.

## Carriera

### Club
Ha giocato nella seconda divisione tedesca.

### Nazionale
Nel 2009 ha giocato 2 partite con la nazionale tedesca Under-17.